# Коич, Андрия
А́ндрия Ко́ич (серб. Андрија Којић / Andrija Kojić; 28 августа 1896, Белград, Сербия — 7 июля 1952, Белград, ФНРЮ) — югославский сербский футболист, нападающий. Участник Олимпиады 1920 года.

## Карьера

### Клубная
Футболом начал заниматься с 11 лет в белградском клубе «Српски мач», а в 1911 году стал одним из основателей и первых игроков белградского клуба БСК, в составе которого играл до зимы 1915-1916 годов, когда из-за неудачного для Сербии хода войны вместе с отступавшей сербской армией пересёк границу Албании, откуда затем перебрался через Италию, Тунис и Алжир во Францию, где продолжил заниматься футболом, играя в командах французских городов Марсель, Экс-ан-Прованс и Бордо. В 1918 году переехал в Рим, где продолжил выступления в составе созданного сербскими иммигрантами и беженцами клуба «Соко про Рома», после чего вернулся на родину, где играл за родной БСК до 1923 года, после чего, как сотрудник Национального банка, вынужден был неоднократно переезжать с места на место, однако, о футболе не забывал, и в новых городах играл за местные команды: в Нови-Саде за «Войводину», в Нише за «Синджелич», в Шабаце за «Мачву». А под самый конец карьеры играл за «Лешницу» и «Радойлович» из города Крупань, где и завершил карьеру 12 июля 1937 года. Помимо этого, провёл 7 матчей за сборную Белграда. Статистики подсчитали, что Андрия сыграл на разных уровнях около 700 матчей.

### В сборной
В составе главной национальной сборной Королевства СХС сыграл единственный раз 2 сентября 1920 года выйдя на замену Эмилу Першке в «утешительном» матче на Олимпиаде 1920 года против сборной Египта, эту встречу его команда проиграла со счётом 2:4.

## После карьеры
Последние годы Андрия Коич жил в бедности на мизерную пенсию всеми забытый и умер на 56-м году жизни 7 июля 1952 года в Белграде, где и был похоронен на Новом кладбище.